# Kim Hyun-joong
Kim Hyun-joong (* 6. Juni 1986 in Seoul) ist ein südkoreanischer Popmusiker und Leadsänger der Boyband SS501.

## Biografie
Kim Hyun-joong spielte während seiner Schulzeit Bassgitarre in einer Band. Als er sich entschied ein Sänger zu werden, brach er die Schule ab. In den Jahren 2001 und 2002 arbeitete er als Kellner im Restaurant seiner Familie. Zu dieser Zeit wurde er das jüngste Mitglied in einer fünfköpfigen Boyband, die sich aber vor ihrem Debüt wieder auflöste. Danach wurde er Mitglied und Leadsänger bei SS501 und veröffentlichte mit ihnen 2005 ihr Debütalbum Warning. 2006 holte Kim seinen Schulabschluss nach.
2011 schrieb sich Kim an der Chungwoon University ein, um Stage Production Management zu studieren. Im Februar 2012 ging er an die Kongju Communication Arts University (KCAU) um Angewandte Musik zu studieren.
Am 11. Oktober 2011 erreichte sein zweites Mini-Album Lucky Platz 5 der Billboard World Albums Charts. Im Juli 2012 veröffentlichte Kim Hyun-joong die Single Heat. In Japan wurde das Lied über 200.000 Mal verkauft. Im Februar 2013 gab Kim Hyun-joong in São Paulo sein erstes Südamerika-Konzert.

## Diskografie

### Studioalben
| Jahr | Titel Musiklabel                                                 | Höchstplatzierung, Gesamtwochen, AuszeichnungChartplatzierungen (Jahr, Titel, Musiklabel, Platzierungen, Wochen, Auszeichnungen, Anmerkungen) | Höchstplatzierung, Gesamtwochen, AuszeichnungChartplatzierungen (Jahr, Titel, Musiklabel, Platzierungen, Wochen, Auszeichnungen, Anmerkungen) | Anmerkungen                                                 |
| Jahr | Titel Musiklabel                                                 | KR | JP | Anmerkungen                                                 |
| ---- | ---------------------------------------------------------------- | --- | --- | ----------------------------------------------------------- |
| 2012 | Unlimited Delicious Deli                                         | — | JP3 Gold · (6 Wo.)JP | Erstveröffentlichung: 12. Dezember 2012 Verkäufe: + 100.000 |
| 2015 | Imademo Delicious Deli/Universal Music Japan                     | — | JP3 (3 Wo.)JP | Erstveröffentlichung: 11. Februar 2015                      |
| 2019 | New Way Henecia Music                                            | KR9 (4 Wo.)KR | — | Erstveröffentlichung: 4. Februar 2019                       |
| 2020 | The Moon, The Sun and Your Song (月と太陽と君の歌) Henecia Music | — | JP4 (3 Wo.)JP | Erstveröffentlichung: 5. Februar 2020                       |
| 2020 | A Bell of Blessing Henecia Music                                 | KR14 (3 Wo.)KR | — | Erstveröffentlichung: 19. Oktober 2020                      |
| 2024 | Love Universe Discovery Next                                     | — | JP20 (1 Wo.)JP | Erstveröffentlichung: 24. Juli 2024                         |

### Kompilationen
| Jahr | Titel Musiklabel                   | Höchstplatzierung, Gesamtwochen, AuszeichnungChartplatzierungen (Jahr, Titel, Musiklabel, Platzierungen, Wochen, Auszeichnungen, Anmerkungen) | Höchstplatzierung, Gesamtwochen, AuszeichnungChartplatzierungen (Jahr, Titel, Musiklabel, Platzierungen, Wochen, Auszeichnungen, Anmerkungen) | Anmerkungen                        |
| Jahr | Titel Musiklabel                   | KR | JP | Anmerkungen                        |
| ---- | ---------------------------------- | --- | --- | ---------------------------------- |
| 2015 | The Best of Kim Hyun Joong KeyEast | — | JP6 (3 Wo.)JP | Erstveröffentlichung: 1. Juli 2015 |

### EPs
| Jahr | Titel Musiklabel   | Höchstplatzierung, Gesamtwochen, AuszeichnungChartplatzierungen (Jahr, Titel, Musiklabel, Platzierungen, Wochen, Auszeichnungen, Anmerkungen) | Höchstplatzierung, Gesamtwochen, AuszeichnungChartplatzierungen (Jahr, Titel, Musiklabel, Platzierungen, Wochen, Auszeichnungen, Anmerkungen) | Anmerkungen                             |
| Jahr | Titel Musiklabel   | KR | JP | Anmerkungen                             |
| ---- | ------------------ | --- | --- | --------------------------------------- |
| 2011 | Break Down KeyEast | KR1 (7 Wo.)KR | — | Erstveröffentlichung: 7. Juni 2011      |
| 2011 | Lucky KeyEast      | KR1 (6 Wo.)KR | JP4 (7 Wo.)JP | Erstveröffentlichung: 11. Oktober 2011  |
| 2013 | Round 3 KeyEast    | KR2 (6 Wo.)KR | — | Erstveröffentlichung: 22. Juli 2013     |
| 2014 | Timing KeyEast     | KR3 (7 Wo.)KR | — | Erstveröffentlichung: 11. Juli 2014     |
| 2017 | Haze KeyEast       | — | — | Erstveröffentlichung: 29. November 2017 |

### Singles
| Jahr                   | Titel Album                                  | Höchstplatzierung, Gesamtwochen, AuszeichnungChartplatzierungen (Jahr, Titel, Album, Platzierungen, Wochen, Auszeichnungen, Anmerkungen) | Höchstplatzierung, Gesamtwochen, AuszeichnungChartplatzierungen (Jahr, Titel, Album, Platzierungen, Wochen, Auszeichnungen, Anmerkungen) | Anmerkungen                                               |
| Jahr                   | Titel Album                                  | KR | JP | Anmerkungen                                               |
| ---------------------- | -------------------------------------------- | --- | --- | --------------------------------------------------------- |
| Südkoreanische Singles |                                              | | |                                                           |
|                        |                                              | | |                                                           |
| 2011                   | Please (제발) Break Down                     | KR29 (3 Wo.)KR | — | Erstveröffentlichung: 2011                                |
| 2011                   | Break Down                                   | KR15 (5 Wo.)KR | — | Erstveröffentlichung: 2011 feat. Double K                 |
| 2011                   | Kiss Kiss Break Down                         | KR65 (3 Wo.)KR | — | Erstveröffentlichung: 2011                                |
| 2011                   | Lucky Guy Lucky                              | KR24 (4 Wo.)KR | — | Erstveröffentlichung: 2011                                |
| 2011                   | Marry Me –                                   | KR55 (2 Wo.)KR | — | Erstveröffentlichung: 2011                                |
| 2013                   | The Reason I Live (나 살아있는 건) –         | — | — | Erstveröffentlichung: 2013                                |
| 2013                   | Unbreakable Round 3                          | KR90 (1 Wo.)KR | — | Erstveröffentlichung: 2013 feat. Jay Park                 |
| 2013                   | Your Story Round 3                           | KR15 (3 Wo.)KR | — | Erstveröffentlichung: 2013 feat. Dok2                     |
| 2014                   | His Habit Timing                             | — | — | Erstveröffentlichung: 2014 feat. Lim Kim & Kanto          |
| 2014                   | Beauty Beauty Timing                         | — | — | Erstveröffentlichung: 2014                                |
| 2017                   | Haze                                         | — | — | Erstveröffentlichung: 2017                                |
| 2019                   | Why New Way                                  | — | — | Erstveröffentlichung: 2019                                |
| 2019                   | The Smile in Wine (포장마차에서) Salt        | — | — | Erstveröffentlichung: 2019                                |
| 2020                   | A Bell of Blessing                           | — | — | Erstveröffentlichung: 2020                                |
| Japanische Singles     |                                              | | |                                                           |
|                        |                                              | | |                                                           |
| 2012                   | Kiss Kiss / Lucky Guy Unlimited              | — | JP2 Gold · (12 Wo.)JP | Erstveröffentlichung: 25. Januar 2012 Verkäufe: + 100.000 |
| 2012                   | Heat Unlimited                               | — | JP1 Gold · (14 Wo.)JP | Erstveröffentlichung: 4. Juli 2012 Verkäufe: + 100.000    |
| 2013                   | Tonight Imademo                              | — | JP2 Gold · (4 Wo.)JP | Erstveröffentlichung: 5. Juni 2013 Verkäufe: + 100.000    |
| 2014                   | Hot Sun Imademo                              | — | JP1 (5 Wo.)JP | Erstveröffentlichung: 18. Juni 2014                       |
| 2017                   | Kazaguruma Re:Wind (風車 Re:Wind) –          | — | JP3 (2 Wo.)JP | Erstveröffentlichung: 6. Juni 2017                        |
| 2018                   | Take My Hand The Moon, The Sun and Your Song | — | JP4 (2 Wo.)JP | Erstveröffentlichung: 6. Juni 2018                        |
| 2018                   | Wait For Me The Moon, The Sun and Your Song  | — | JP4 (5 Wo.)JP | Erstveröffentlichung: 26. September 2018                  |
| 2019                   | This Is Love The Moon, The Sun and Your Song | — | JP8 (2 Wo.)JP | Erstveröffentlichung: 11. September 2019                  |
| 2022                   | Song for a Dreamer –                         | — | JP10 (1 Wo.)JP | Erstveröffentlichung: 14. September 2022                  |
| 2023                   | Hana Michi (花路) –                          | — | JP9 (2 Wo.)JP | Erstveröffentlichung: 15. März 2023                       |

## Filmografie

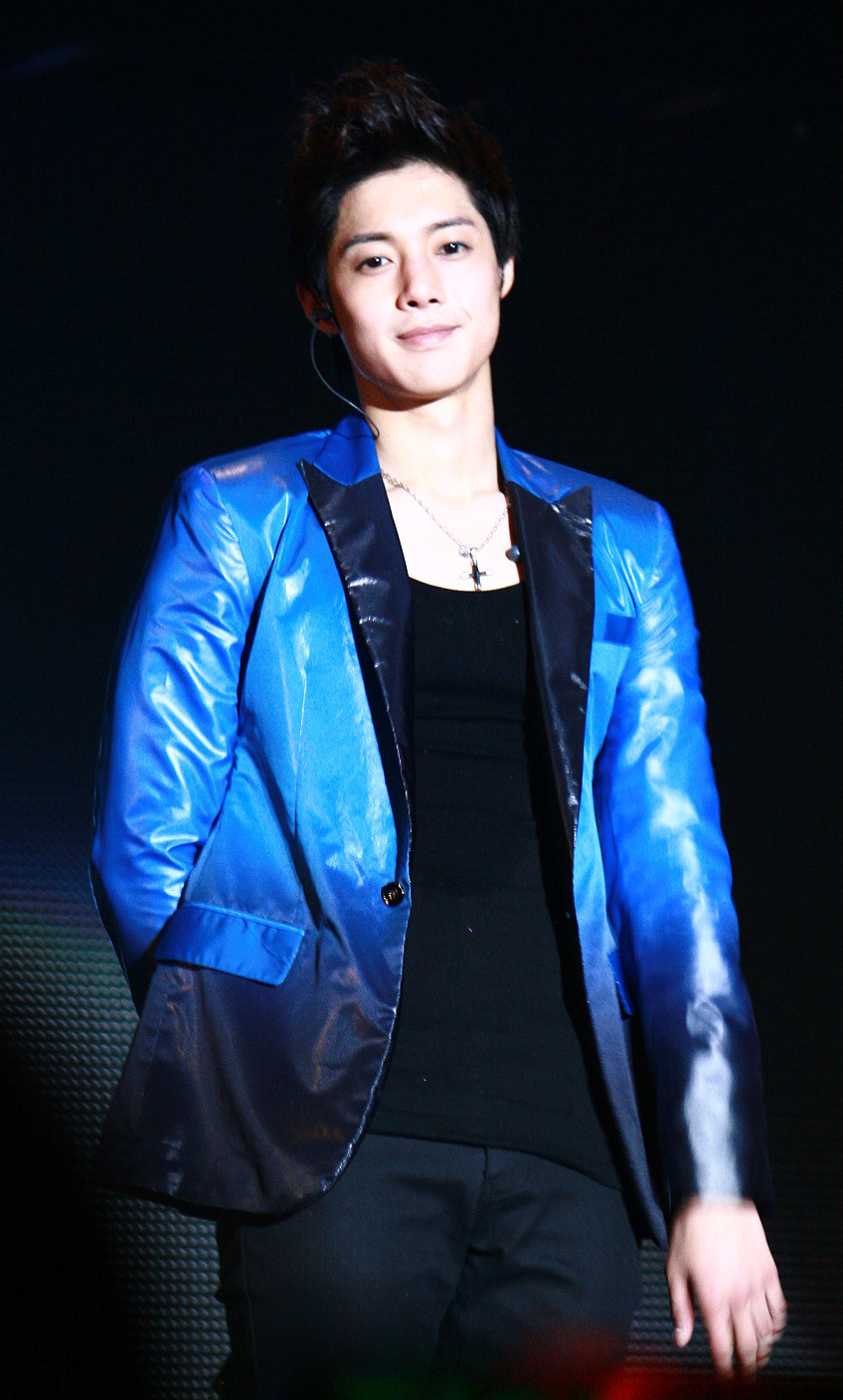
Kim Hyun-joong (2009)

Filme
| Jahr | Titel                   | Hangul      | Rolle                        |
| ---- | ----------------------- | ----------- | ---------------------------- |
| 2006 | Shark Bait / Pi’s Story | 파이 스토리 | Stimme (Koreanische Version) |

### Serien
| Jahr | Titel                 | Originaler Titel     | Rolle                   | Sender   | Genre  |
| ---- | --------------------- | -------------------- | ----------------------- | -------- | ------ |
| 2005 | Nonstop 5             | 논스톱 5             | Gast Ep. 208            | MBC      | Sitcom |
| 2005 | Can Love Be Refilled? | 사랑도 리필이 되나요 | William                 | KBS2     | Sitcom |
| 2007 | Hotelier              | ホテリアー           | Cameo Ep. 7 (mit SS501) | TV Asahi | Drama  |
| 2008 | Spotlight             | 스포트라이트         | Cameo (mit SS501)       | MBC      | Drama  |
| 2009 | Boys Over Flowers     | 꽃보다 남자          | Yoon Ji-hoo             | KBS2     | Drama  |
| 2010 | Playful Kiss          | 장난스런 키스        | Baek Seung-jo           | MBC      | Drama  |
| 2011 | Dream High            | 드림하이             | Cameo Ep. 1             | KBS2     | Drama  |
| 2013 | City Conquest a       | 도시정벌             | Baek Miru               | KBS      | Drama  |
| 2014 | Inspiring Generation  | 감격시대             | Shin Jung-tae           | KBS2     | Drama  |

### Fernsehshows
| Jahr      | Titel                           | Hangul                        | Episoden | Sender                    |
| --------- | ------------------------------- | ----------------------------- | --- | ------------------------- |
| 2005-7    | X-Man/New X-Man                 | X맨/New X맨                   | - X-Man: #39, 41-44, 46, 52, 61 - New X-Man: #3, 4, 12 | SBS                       |
| 2006/2011 | Golden Fishery                  | 황금어장                      | Am 2006-12-06/2011-06-08 | MBC                       |
| 2008      | We Got Married                  | 우리 결혼했어요               | Ep. 9-38 der 1. Staffel (mit Hwangbo) | MBC                       |
| 2009      | Haptic Mission                  |                               | 7 Episoden. (mit F4 und Son Dam Bi) | Samsung Anycall promotion |
| 2009      | Family Outing                   | 패밀리가 떴다                 | Ep. 64-65 | SBS                       |
| 2009-11   | Happy Together 3                | 해피투게더                    | - Ep. 93 2009-02-26 (mit Koo Hye-sun & Kim Joon von Boys Over Flowers) - Ep. 94 2009-03-05 (with Koo Hye-sun, Kim Joon von Boys Over Flowers & Kim Kyu Jong von SS501) - Ep. 125 2009-11-26 (mit Kim Kyu Jong von SS501) - Ep. 202 2011-08-04 (mit Heo Young Saeng von SS501) | KBS                       |
| 2011      | Running Man                     | 런닝맨                        | Ep. 46-47 | SBS                       |
| 2011      | Strong Heart                    | 강심장                        | Ep. 10-11, Ep. 81-83, Ep. 101-102. | SBS                       |
| 2011      | Secret                          | 비밀                          | Ep. 6-10 | KBS                       |
| 2011      | Night After Night               | 밤이면 밤마다                 | Ep. 31 | SBS                       |
| 2012      | Happy Camp                      | 快乐大本营                    | 17 November | HBS                       |
| 2012      | K-Pop Star conquering the World |                               | Dokumentarisch | MBC                       |
| 2013      | Barefooted Friends              | 맨발의 친구들                 | Ep. 1-29 | SBS                       |
| 2013      | Happy Together 3                | 해피투게더                    | Als Gast (Handsome Guy Special) | KBS                       |
| 2013      | Cool Kiz On The Block           | 우리동네 예능과 체육의 능력자 | Ep. 21-22 | KBS2                      |